# Palythoa mutuki
Palythoa mutuki är en korallart som beskrevs av author unknown. Palythoa mutuki ingår i släktet Palythoa och familjen Zoanthidae. Inga underarter finns listade i Catalogue of Life.